# Almuñécar
Almuñécar és un municipi d'Andalusia, a la província de Granada, a la comarca de la Costa Granadina, molt a prop de la província de Màlaga, tocant a la Mediterrània.
És un important centre turístic, entre la mar i la muntanya, així com un important productor de fruites subtropicals com alvocats, xirimoies, mangos, kiwis, etc. Té un ric bagatge històric i cultural. Va ser l'origen d'un petit enclavament fenici conegut pel peix salat que Ptolemeu anomena Sex (Σέξ) i altres autors clàssics Saxetanum. D'aquí ve el gentilici formal, sexitano (també almuñequeros), tot i que Edward Herbert Bunbury situa Saxetanum probablement a Motril.

## Història
La Sexi dels fenicis, Sexi (a vegades Sexti) Firmum Iulium dels romans, i Sexi Hisn al-Munakkab (Fortalesa de la lloma) dels àrabs, en aquest port va desembarcar el 14 d'agost del 755 l'omeia Abd-ar-Rahman ibn Muàwiya ad-Dàkhil amb un millar de cavallers i allí mateix se li van sotmetre diversos xeics de la regió però no els governadors abbàssides. El 923 va caure en mans del mossàrab Úmar ibn Hafsun, que va massacrar els homes i va fer captives les dones.
El 1016 s'hi van concentrar les tropes d'Alí ibn Hammud an-Nàssir que lluitava per posar al cap del califat a Hixam II, però al no trobar-lo, va assassinar al-Mustaín i es va fer proclamar califa, el primer califa de Còrdova no omeia. La ciutat va dependre després de la taifa de Granada. Zawi ibn Ziri va sortir d'aquest port quan fou atacat per Ali ibn Hammud, i se'n va anar cap a Ifríqiya. Era devers 1019, com que Alí ibn Hamud va morir poc abans, però algunes fonts retarden la sortida fins al 1025. El seu nebot Habús ibn Maksan que governava Jaén va unificar els territoris dels zírides peninsulars. Abd-Al·lah ibn Bulugguín fou derrotat aquí pels almoràvits el 1090 al costat dels quals havia combatut abans junt amb el seu germà Tamim a la batalla de Zalaca (23 d'octubre de 1086).
Durant la lluita entre almoràvits i almohades, el rei de Granada i Múrcia Ibn Hud s'hi va refugiar fugint d'Ali ibn Abi Busi.
Fou el lloc on els reis de Granada van guardar els seus tresors. El 1310 s'hi va retirar el nassarita Abu-Abd-Al·lah Muhàmmad (III) al-Makhlú (1302-1309). Els esposos Ferran de Catalunya i Aragó i Isabel de Castella, van entrar a la plaça el desembre del 1489, just després de la rendició de Baza. Durant la revolta dels moriscs a les Alpujarres, Ibn Abu va atacar la població sense succés. Carles I hi va fer construir una fortalesa amb quatre torres i una rasa, amb una gran torre central coneguda com La Mazmorra, que dominava el port. Aquesta fortalesa fou destruïda pels anglesos el 1812, quan les tropes franceses la van abandonar, perquè no la poguessin utilitzar si tornaven.
El 1910 tenia 2.073 edificis i 8.022 habitants incloent els agregats (llogarets, masies i cortijos)

## Llocs d'interès

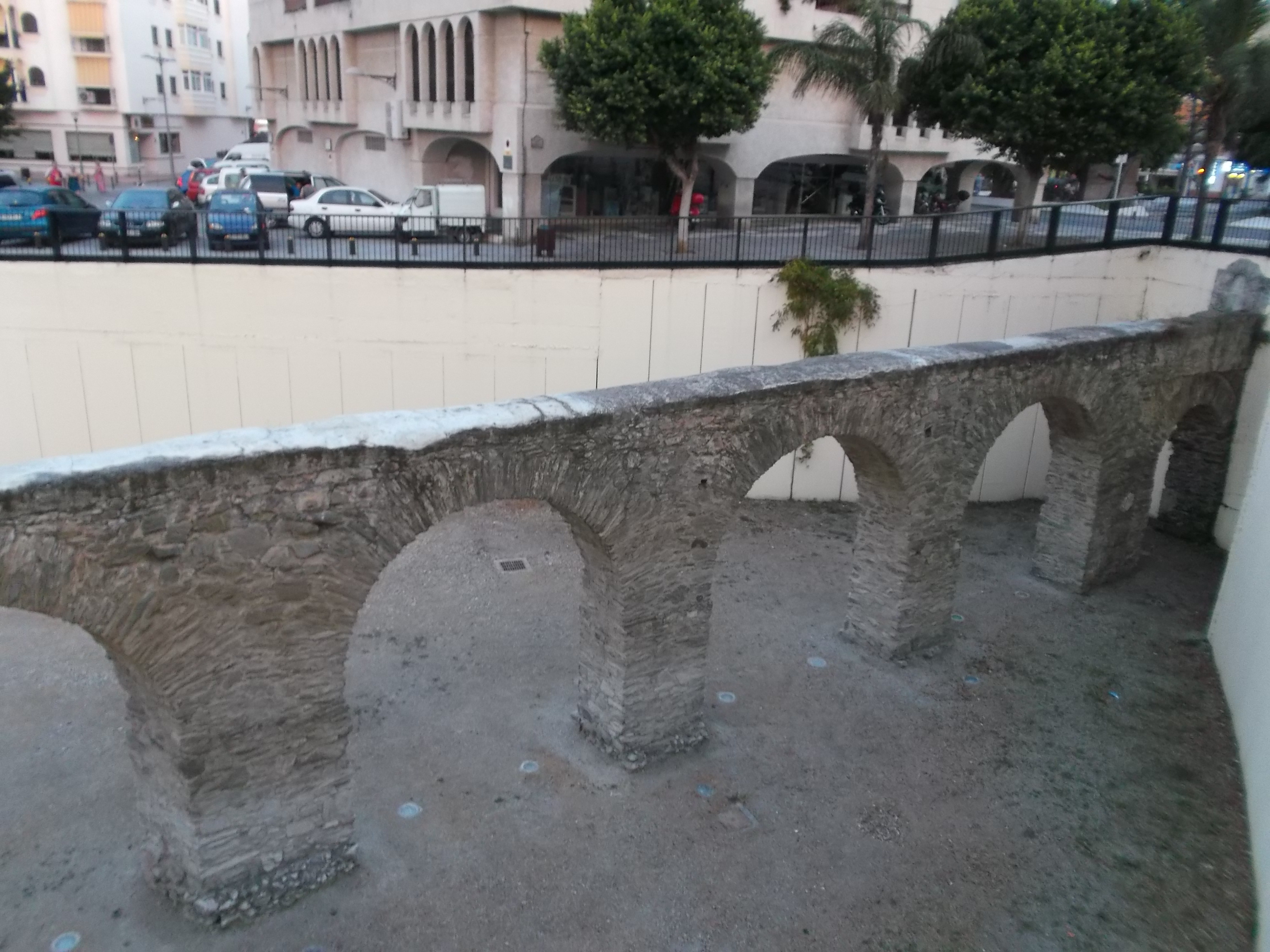
Restes de l'aqüeducte romà, situat a la ciutat d'Almuñecar

- Aqüeducte Romà: Construït al segle i és, al costat de la fàbrica de salaons, la major obra i la millor conservada de les llegades per la cultura romana a Almuñécar. Abastia d'aigua la ciutat romana de Sexi, antecendent d'Almuñécar. Va ser utilitzat posteriorment en el sistema de séquies àrab. En l'actualitat algun tram és encara utilitzat pel sistema de regadius tradicional.[4]

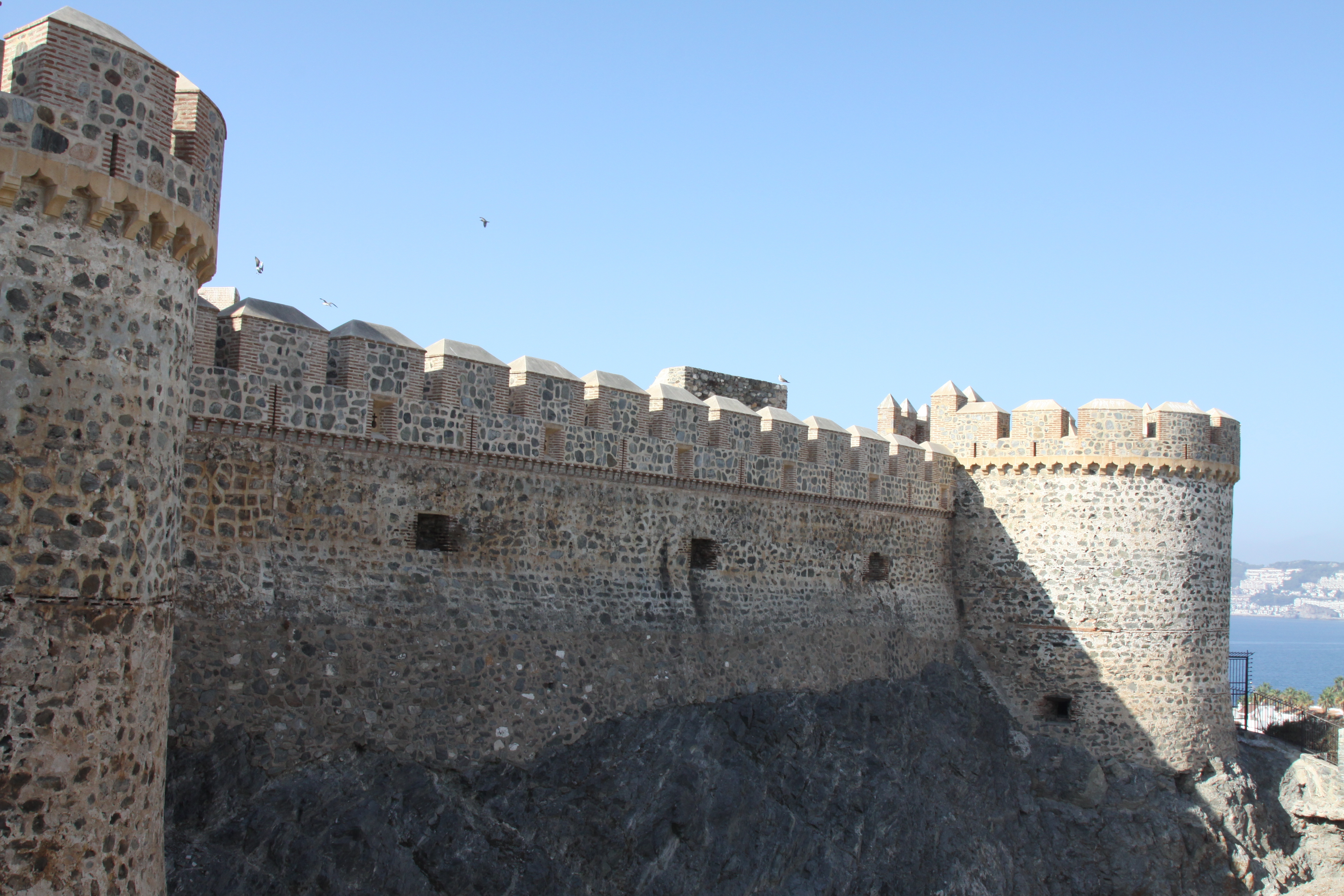
Lateral del Castell de Sant Miquel

- Castell de Sant Miquel: De l'antic castell de Sant Miquel només es conserven algunes talaies devora la costa i restes de muralles en algunes cases del nucli antic, així com arcs, aljubs i altres construccions. És la seu del museu de la ciutat d'Almuñécar.[5]

- Columbari romà de la Torre del Monjo: Es va construir a la darreria del segle I aC en un turó sobre el vessant est del riu Verd. En queden unes les restes. A l'interior són tres files de nínxols formats per petites dovelles de pedra gairebé sense picar.[6]

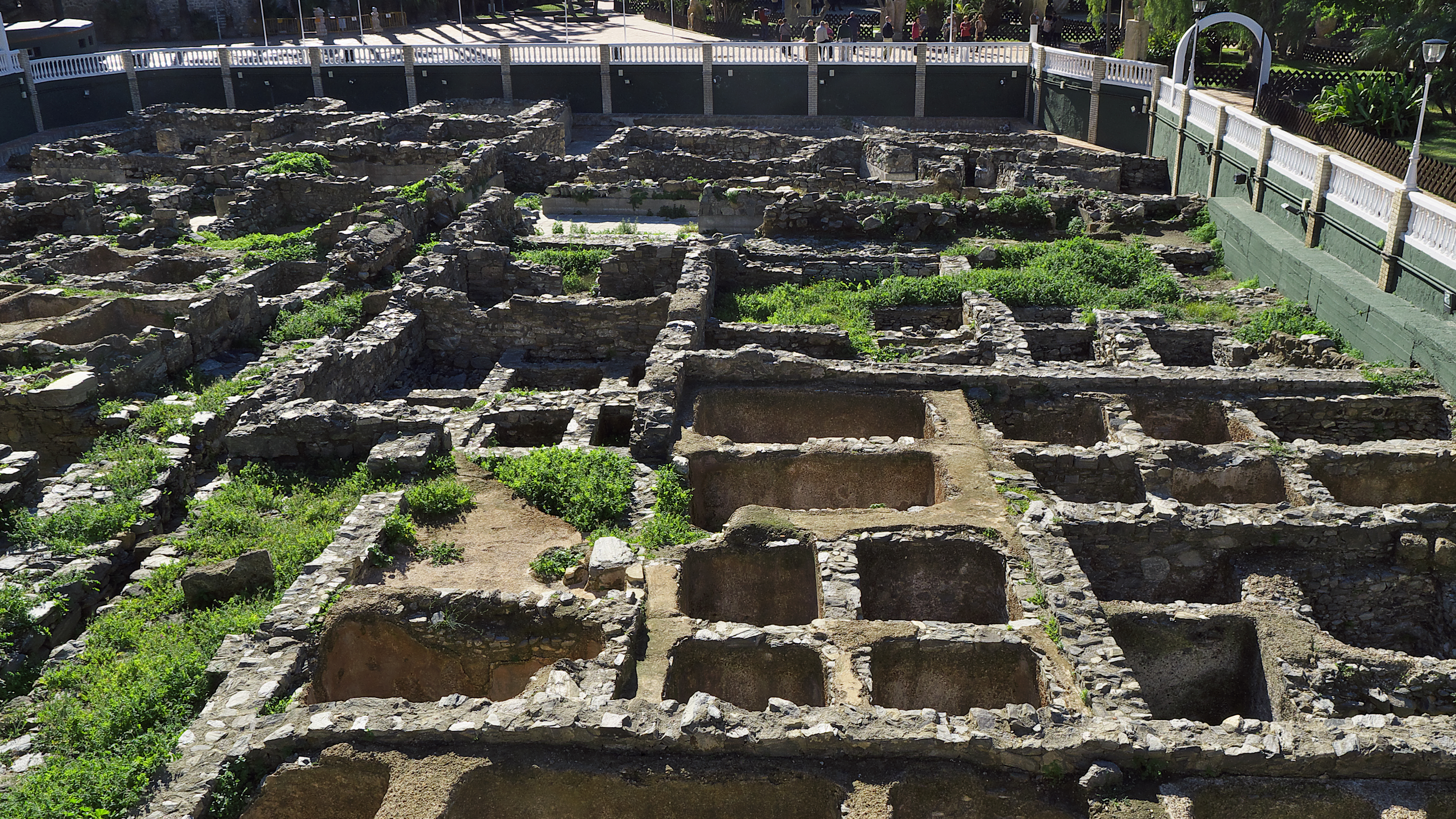
Fàbrica romana de salaons

- Fàbrica Romana de Salaons: Es conserven les restes d'una antiga fàbrica romana de salaons, indústria en què va basar l'economia entre els segles v i iv aC. Les restes ón al parc botànic El Majuelo.[7]

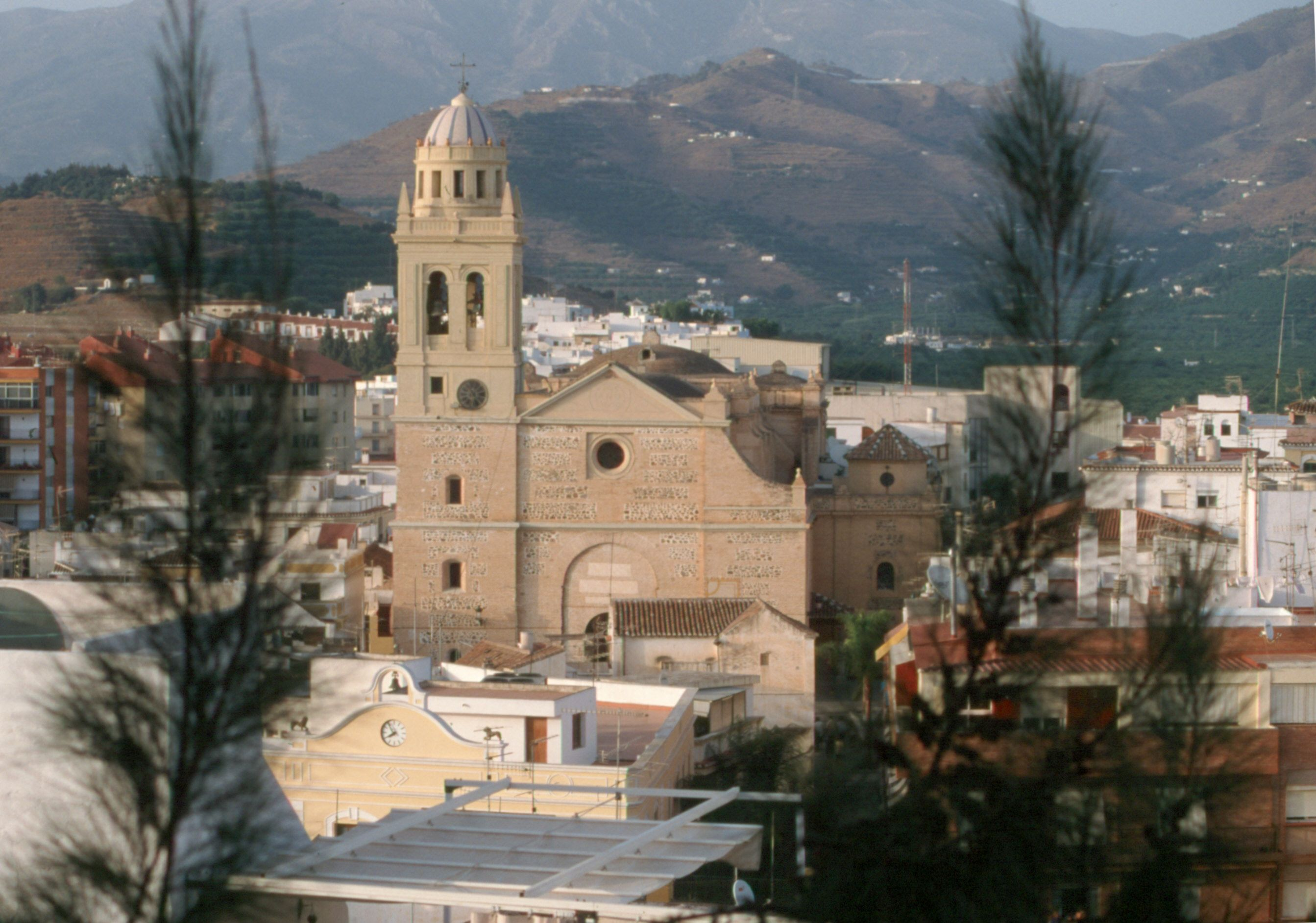
Església de l'Encarnació

- Església Parroquial de l'Encarnació: Aquesta església va ser construïda a final del segle xvi. És el primer temple de la província d'estil contrareformista i es va edificar sobre les restes d'una antiga mesquita, damunt un antic dipòsit romà. L'edifici va ser acabat al segle xvii. A l'Altar Major hi ha la Verge de l'Antiga, patrona de la ciutat.[8]

- Palauet de La Najarra: D'estil neoàrab, va ser construït a mitjan segle xix sobre una casa àrab precedent. S'hi ha instal·lat l'Oficina Municipal de Turisme.[9]

- Necròpolis Fenícia Pont de Noy: Hi ha un conjunt de tres necròpolis. La de Laurita data dels segles viii-vii aC i consta de més de vint sepulcres. La de Velilla és dels segles vii-vi aC La del Pont de Noy es va utilitzar sense interrupció durant els segles vii-i aC.[10]

## Agermanaments
- Alhucemas, Marroc
- Baracoa, Cuba
- Cerveteri, Itàlia
- Chinguetti, Mauritània
- Fürstenfeldbruck, Alemanya
- Kélibia, Tunísia
- Khan Yunis, Palestina
- Al Kuwait, Kuwait
- Larache, Marroc
- Livry-Gargan, França
- Puerto de la Cruz, Espanya